# Goya 1996
Die 10. Verleihung des Goya fand am 27. Januar 1996 im Palacio Municipal de Congresos in Madrid statt. Der spanische Filmpreis wurde in 24 Kategorien vergeben. Zusätzlich wurde ein Ehren-Goya verliehen. Die Preisverleihung wurde von den Schauspielern Verónica Forqué und Javier Gurruchaga moderiert.

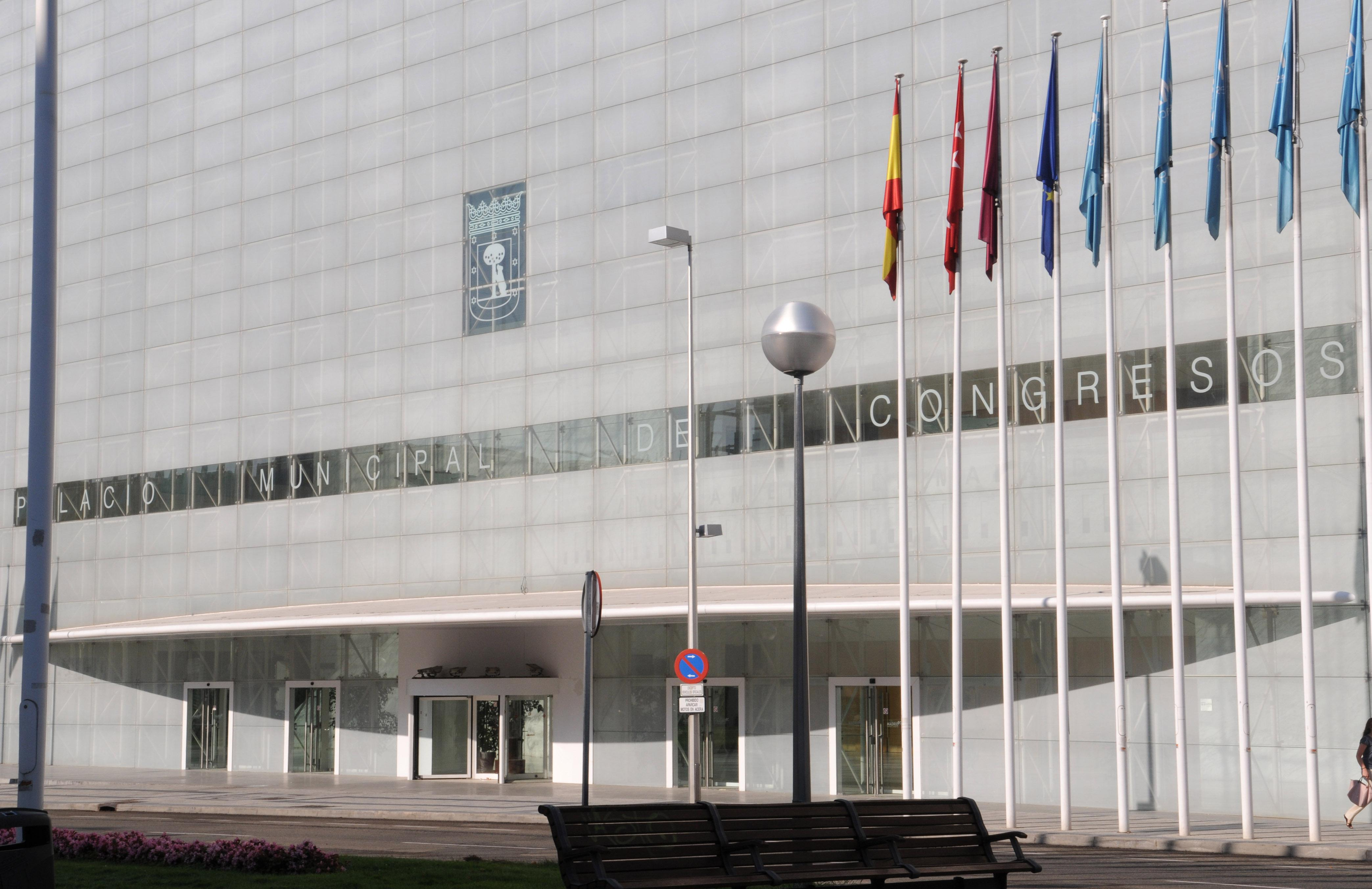
Der Palacio Municipal de Congresos, der Veranstaltungsort der Verleihung

## Gewinner und Nominierte
| Statistik (Filme mit mehr als einer Nominierung) N=Nominierung; A=Auszeichnung |    |   |
| Film                                                                           | N  | A |
| El día de la bestia                                                            | 14 | 6 |
| Nadie hablará de nosotras cuando hayamos muerto                                | 10 | 8 |
| Boca A Boca                                                                    | 8  | 1 |
| Mein blühendes Geheimnis                                                       | 7  | 0 |
| Antártida                                                                      | 4  | 1 |
| La leyenda de Balthasar el Castrado                                            | 2  | 1 |
| Treffpunkt Kronen-Bar                                                          | 2  | 1 |
| El perquè de tot plegat                                                        | 2  | 0 |
| La ley de la frontera                                                          | 2  | 0 |

### Bester Film (Mejor película)
Nadie hablará de nosotras cuando hayamos muerto – Regie: Agustín Díaz Yanes
- Boca A Boca (Boca a boca) – Regie: Manuel Gómez Pereira
- El día de la bestia – Regie: Álex de la Iglesia

### Beste Regie (Mejor dirección)
Álex de la Iglesia – El día de la bestia
- Pedro Almodóvar – Mein blühendes Geheimnis (La flor de mi secreto)
- Manuel Gómez Pereira – Boca A Boca (Boca a boca)

### Beste Nachwuchsregie (Mejor dirección novel)
Agustín Díaz Yanes – Nadie hablará de nosotras cuando hayamos muerto
- Icíar Bollaín – Hola, ¿estás sola?
- Manuel Huerga – Antártida

### Bester Hauptdarsteller (Mejor actor)
Javier Bardem – Boca A Boca (Boca a boca)
- Federico Luppi – Nadie hablará de nosotras cuando hayamos muerto
- Álex Angulo – El día de la bestia

### Beste Hauptdarstellerin (Mejor actriz)
Victoria Abril – Nadie hablará de nosotras cuando hayamos muerto
- Marisa Paredes – Mein blühendes Geheimnis (La flor de mi secreto)
- Ariadna Gil – Antártida

### Bester Nebendarsteller (Mejor actor de reparto)
Luis Ciges – Así en el cielo como en la tierra
- Federico Luppi – La ley de la frontera
- Fernando Guillén Cuervo – Boca A Boca (Boca a boca)

### Beste Nebendarstellerin (Mejor actriz de reparto)
Pilar Bardem – Nadie hablará de nosotras cuando hayamos muerto
- Chus Lampreave – Mein blühendes Geheimnis (La flor de mi secreto)
- Rossy de Palma – Mein blühendes Geheimnis (La flor de mi secreto)

### Bester Nachwuchsdarsteller (Mejor actor revelación)
Santiago Segura – El día de la bestia
- Carlos Fuentes – Antártida
- Juan Diego Botto – Treffpunkt Kronen-Bar (Historias del Kronen)

### Beste Nachwuchsdarstellerin (Mejor actriz revelación)
Rosana Pastor – Land and Freedom
- Amara Carmona – Alma gitana
- María Pujalte – Entre rojas

### Bestes Originaldrehbuch (Mejor guion original)
Agustín Díaz Yanes – Nadie hablará de nosotras cuando hayamos muerto
- Joaquín Oristrell, Naomi Wise, Juan Luis Iborra und Manuel Gómez Pereira – Boca A Boca (Boca a boca)
- Jorge Guerricaechevarría, Álex de la Iglesia und Manuel Gómez Pereira – El día de la bestia

### Bestes adaptiertes Drehbuch (Mejor guion adaptado)
Montxo Armendariz und José Ángel Mañas – Treffpunkt Kronen-Bar (Historias del Kronen)
- Jaime de Armiñán – El palomo cojo
- Ventura Pons – El perquè de tot plegat

### Beste Produktionsleitung (Mejor dirección de producción)
José Luis Escolar – Nadie hablará de nosotras cuando hayamos muerto
- Carmen Martínez Rebé – El día de la bestia
- Josean Gómez – Boca A Boca (Boca a boca)

### Beste Kamera (Mejor fotografía)
Javier Aguirresarobe – Antártida
- Flavio Martínez Labiano – El día de la bestia
- Vittorio Storaro – Flamenco

### Bester Schnitt (Mejor montaje)
José Salcedo – Nadie hablará de nosotras cuando hayamos muerto
- Guillermo Represa – Boca A Boca (Boca a boca)
- Teresa Font – El día de la bestia

### Bestes Szenenbild (Mejor dirección artística)
José Luis Arrizabalaga – El día de la bestia
- Wolfgang Burmann – Mein blühendes Geheimnis (La flor de mi secreto)
- Javier Fernández – La leyenda de Balthasar el Castrado

### Beste Kostüme (Mejor diseño de vestuario)
Pabo Gago – La leyenda de Balthasar el Castrado
- Estíbaliz Markiegi – El día de la bestia
- María José Iglesias – La ley de la frontera

### Beste Maske (Mejor maquillaje y peluquería)
José Quetglas, José Antonio Sánchez und Mercedes Guillot – El día de la bestia
- Juan Pedro Hernández und Antonio Panizza – Mein blühendes Geheimnis (La flor de mi secreto)
- Ana Lozano, Carlos Paradela und Jesús Moncusi – Nadie hablará de nosotras cuando hayamos muerto

### Beste Spezialeffekte (Mejores efectos especiales)
Reyes Abades, Juan Tomicic und Manuel Horrilo – El día de la bestia
- Juan Ramón Molina, Juan Tomicic und Manuel Horrillo – El niño invisible
- Yves Domenjoud, Jean-Baptiste Bonetto, Olivier Gleyze und Jean-Christophe Spadaccini – Die Stadt der verlorenen Kinder (La cité des enfants perdus)

### Bester Ton (Mejor sonido)
Miguel Rejas, Gilles Ortion, José Antonio Bermúdez, Carlos Garrido und Ray Gillón – El día de la bestia
- Graham V. Hartstone und Bernardo Menz – Mein blühendes Geheimnis (La flor de mi secreto)
- Carlos Faruolo, James Muñoz und Brian Saunders – Boca A Boca (Boca a boca)

### Beste Filmmusik (Mejor música original)
Bernardo Bonezzi – Nadie hablará de nosotras cuando hayamos muerto
- Battista Lena – El día de la bestia
- Carles Cases – El perquè de tot plegat

### Bester Kurzfilm (Mejor cortometraje de ficción)
La madre – Regie: Miguel Bardem
- Entre vías – Regie: Juan Vicente Córdoba
- Escrito en la piel – Regie: Judith Colell
- Hábitos – Regie: Juan Flahn
- Solo amor – Regie: José Javier Rodríguez Melcon

### Bester animierter Kurzfilm (Mejor cortometraje de animación)
Caracol, col, col – Regie: Pablo Llorens
- Las partes de mi que te aman son seres vacios – Regie: Mercedes Gaspar

### Bester europäischer Film (Mejor película europea)
Lamerica, Italien – Regie: Gianni Amelio
- Carrington, Großbritannien/Frankreich – Regie: Christopher Hampton
- King George – Ein Königreich für mehr Verstand (The Madness of King George), Großbritannien – Regie: Nicholas Hytner

### Bester ausländischer Film in spanischer Sprache (Mejor película extranjera de habla hispana)
Midaq Alley (El callejón de los milagros), Mexiko – Regie: Jorge Fons
- El elefante y la bicicleta, Kuba – Regie: Juan Carlos Tabío
- El Sicario (Sicario), Venezuela – Regie: José Ramón Novoa

## Ehrenpreis (Goya de honor)
- Federico G. Larraya, spanischer Kameramann